# Manga Time Kirara Carat
Manga Time Kirara Carat (まんがタイムきららCarat?, Manga Taimu Kirara Kyaratto) è una rivista giapponese di manga seinen della Hōbunsha, che pubblica principalmente manga in formato yonkoma. La prima uscita fu quella del 18 gennaio 2003 come speciale del Manga Home, continuando successivamente ad uscire ogni 28 del mese in formato B5.
Come il Manga Time Kirara Forward, anche il Manga Time Kirara Carat è una rivista sorella nata dal Manga Time Kirara.

## Storia

### Edizione speciale
- 18 gennaio 2003: Con l'uscita di marzo esce il primo numero del Manga Time Kirara Carat, come speciale del Manga Home.
- 18 giugno 2003: Esce il secondo numero.
- 18 ottobre 2003: Esce il terzo volume.
- 24 febbraio 2004: Esce il quarto volume come speciale del Manga Time Kirara. Da questo numero le uscite diventano bimestrali.
- 24 aprile 2005: Esce l'undicesimo volume, portando la rivista ad uscite mensili.
- 24 agosto 2005: Esce il quindicesimo volume, con il quale terminano le uscite come edizione speciale di altre riviste.

### Rivista mensile
Il 29 febbraio 2008, la rivista ha raggiunto le 30 uscite dopo 3 anni di pubblicazione.
- 28 novembre 2005: La rivista ottiene il nome di Manga Time Kirara Carat e la sua indipendenza, cambiando la data di uscita da 24 a 28.

A partire dall'11 maggio 2007 parte inoltre la pubblicazione del Comic Yell, edizione speciale del Manga Time Kirara Carat.

## Manga serializzati
- Asteroid in Love[1]
- Blend S
- Channel 4
- Chibi Debii!
- Dōjin Work
- H・R
- Harumaki!
- Hidamari Sketch
- Himekurasu
- Ichiroo!
- Kamisame no Iutoori!
- Kuu Kuu Boku Boku
- Mayuka no Darling!
- Niko ga Santa
- OK Fantasista!
- Okonomide!
- Puella Magi Kazumi Magica - The Innocent Malice
- Pura ☆ Misurando
- the Airs